# Hospital de Stoke Mandeville
El Hospital de Stoke Mandeville es un hospital del Servicio Nacional de Salud (NHS) en Aylesbury, Inglaterra, Reino Unido.
El Centro Nacional de Lesiones de la Columna Vertebral del hospital es una de las mayores unidades especializadas de la columna vertebral del mundo, y el trabajo pionero de rehabilitación llevado a cabo allí por Ludwig Guttmann condujo al desarrollo de los Juegos Paralímpicos. Mandeville, una de las mascotas oficiales de los Juegos Olímpicos y Juegos Paralímpicos de Londres 2012, fue nombrada en honor a la contribución del hospital a los deportes paralímpicos. Lo administra la Buckinghamshire Healthcare NHS Trust.

## Historia

### Origen y desarrollo
A principios de la década de 1830, la localidad de  Stoke Mandeville se vio gravemente afectada por las epidemias de cólera que se extendieron por toda Inglaterra. Se estableció un hospital para enfermos de cólera en el límite entre las parroquias de Stoke Mandeville y Aylesbury.
En septiembre de 1943, el gobierno pidió al doctor Ludwig Guttmann, especialista en lesiones de la columna vertebral, que estableciera el Centro Nacional de Lesiones de la Columna Vertebral en el Hospital de Stoke Mandeville, inaugurado el 1 de febrero de 1944, del cual Guttmann fue nombrado su director (cargo que ocupó hasta 1966). Como director de la primera unidad especializada del Reino Unido para el tratamiento de lesiones de la columna vertebral, Guttmann creía que el deporte era un método importante de terapia para el personal militar herido, ya que les ayudaba a desarrollar su fuerza física y su autoestima. Guttmann, emigrante judío de la Alemania nazi, se naturalizó británico en 1945 y organizó los primeros Juegos de Stoke Mandeville para personas discapacitadas el 28 de julio de 1948, el mismo día en que se iniciaron los Juegos Olímpicos de Londres 1948.
Los juegos se celebraron de nuevo en el mismo lugar en 1952 y los veteranos neerlandeses de la Segunda Guerra Mundial participaron junto a los británicos, convirtiéndose en la primera competición internacional de este tipo. Estos Juegos de Stoke Mandeville han sido descritos como los precursores de los Juegos Paralímpicos, que se oficializaron posteriormente como un acontecimiento cuatrienal vinculado a los Juegos Olímpicos. Los primeros Juegos Paralímpicos, ya no pensados únicamente para los veteranos de guerra, se celebraron en Roma en 1960.

### Historia reciente
Tras la afiliación del hospital al Servicio Nacional de Salud en 1948, se buscó establecer el Stoke Mandeville Stadium, que fue inaugurado por la reina Isabel II en 1969. El Stadium es actualmente el Centro Nacional de Deportes para Discapacitados.
El hospital fue visitado por Diana de Gales, quien inauguró el nuevo Centro Internacional de Lesiones de la Columna Vertebral tras su reforma en agosto de 1983.